# Ciprian Foias
Ciprian Ilie Foias (Reșița, 20 de julho de 1933 — 22 de março de 2020) foi um matemático romeno naturalizado estadunidense.
Nascido na Romênia, Foias doutorou-se na Universidade de Bucareste em 1962, orientado por Miron Nicolescu. Lecionou em sua alma mater de 1966 a 1979, na Universidade Paris-Sul de 1979 a 1983, e na Universidade de Indiana até aposentar-se.
Foi laureado com o Prêmio Norbert Wiener em 1995, por sua contribuição à teoria dos operadores.
Morreu em 22 de março de 2020.